# Jack McCall
Jack McCall, John McCall, Naso Storto Jack o Naso Rotto Jack (Contea di Jefferson, 1852 o 1853 – Yankton, 1º marzo 1877), è stato un pistolero statunitense, assassino della leggenda del vecchio West Wild Bill Hickok, al quale sparò alle spalle mentre giocava a poker al Nuttal & Mann's Saloon di Deadwood, territorio del Dakota, il 2 agosto 1876.

## Biografia
Molti dettagli della vita di McCall sono sconosciuti. Nacque all'inizio degli anni 1850 nella contea di Jefferson, in Kentucky. McCall crebbe in Kentucky con tre sorelle prima di trasferirsi ad ovest per diventare un cacciatore di bisonti. Nel 1876 abitava nell'accampamento di una miniera d'oro fuori Deadwood, con lo pseudonimo di Bill Sutherland.

### Assassinio di Hickok
McCall stava bevendo nel Nuttal & Mann's Saloon di Deadwood il 1º agosto 1876. Quando uno dei giocatori si alzò dal tavolo da poker che ospitava anche "Wild Bill" Hickok, l'ubriaco McCall ne prese velocemente il posto; McCall perse molte mani, e in poco tempo perse tutto. Hickok offrì a McCall i soldi per comprarsi la colazione e gli consigliò di non giocare finché non fosse stato in grado di coprire le proprie perdite. Nonostante McCall avesse accettato i soldi, si disse che si era sentito insultato.
Il giorno dopo, 2 agosto, si stava svolgendo un'altra partita di 5-card draw poker (una delle varianti del poker) al saloon, ma stavolta Hickok, invece di sedersi come al solito in un angolo per coprirsi le spalle, dava la schiena alla porta. Un risentito ed ubriaco McCall sparò da dietro alla testa di Hickok con una rivoltella calibro 45, gridando "Dannato te! Prendi questo!". Hickok morì all'istante senza la possibilità di difendersi. McCall fuggì dal saloon e cercò di rubare un cavallo per fuggire, ma cadde dall'animale imbizzarrito. Il fuggiasco McCall fu arrestato poco dopo, nascosto nel retro di una macelleria.

### Primo processo
Fu creata una corte improvvisata con accusa, difesa e giuria, composta da minatori locali ed uomini d'affari. Durante il processo del giorno dopo tenutosi presso il teatro McDaniel, McCall disse di essersi vendicato per il precedente omicidio del fratello compiuto da Hickok ad Abilene, in Kansas. McCall fu dichiarato innocente dopo due ore. Il verdetto portò il Black Hills Pioneer a scrivere nell'editoriale: "Se dovessimo mai avere la sfortuna di uccidere un uomo... potremmo semplicemente chiedere che il nostro processo si tenga tra le miniere di queste colline".

### Secondo processo
Temendo per la propria sorte McCall partì subito diretto nel territorio del Wyoming, dove si vantò spesso di aver ucciso Hickok in una "leale" sparatoria. Le autorità del Wyoming si rifiutarono di riconoscere l'assoluzione di McCall per il fatto che il tribunale di Deadwood non aveva giurisdizione legale. Dato che Deadwood non si trovava nell'ambito del sistema giuridico legalmente costituito, gli ufficiali sostennero che McCall dovesse essere nuovamente processato. Concordando, la corte federale di Yankton, territorio del Dakota, dichiarò che il principio del double jeopardy non si sarebbe dovuto applicare e stabilì la data per un nuovo processo.
McCall fu nuovamente processato a Yankton per l'omicidio di Hickok e fu subito riconosciuto colpevole. Dopo quasi tre mesi di carcere fu impiccato il 1º marzo 1877. Fu sepolto nel locale cimitero cattolico. Il cimitero fu trasferito nel 1881, ed il corpo di McCall fu riesumato e si scoprì che aveva ancora il cappio intorno al collo. McCall fu la prima persona giustiziata dagli ufficiali federali nel territorio del Dakota. L'omicidio di Hickok e la cattura di McCall vengono rievocati ogni estate a Deadwood.

## Nella cultura di massa
Sul grande schermo, McCall viene ritratto nel 1936 da Porter Hall nel film La conquista del West, da Lon Chaney Jr. nel film Badlands of Dakota del 1941 e da David Arquette nel film Wild Bill del 1995. In televisione, fu interpretato da Garret Dillahunt nel 2004 nella serie televisiva Deadwood trasmessa dalla HBO.
Bass Reeves è uno dei personaggi del romanzo del 2015 Paradise Sky, dell'autore statunitense Joe R. Lansdale, nel quale vengono sottolineati gli aspetto sgradevoli della sua persona.